# Daniela Sabatini
Daniela Sabatini (Udine, 9 agosto 1968) è un'ex nuotatrice italiana.

## Carriera
Nuotatrice, 6 volte campionessa italiana giovanile sui 50 e 100 metri stile libero, ha conquistato la medaglia di bronzo nella staffetta 4x100 mista ai Campionati Europei Giovanili a Mulhouse in Francia nel 1983 ed è stata primatista italiana juniores sui 50 stile libero nel 1986 nella vasca coperta del Foro Italico a Roma. Lascia giovanissima l'attività e diviene allenatrice, prima nella società di Gallarate poi alla verbanese Insubrika Nuoto.

## Palmarès
| Europei giovanili     | 4 x 100 m mista   |
| 1983 Mulhouse Francia | Bronzo: 4'26"07 : |